# Wainia braunsi
Wainia braunsi är en biart som först beskrevs av Peters 1984.  Wainia braunsi ingår i släktet Wainia och familjen buksamlarbin. Inga underarter finns listade i Catalogue of Life.